# Aphrophantis
Aphrophantis là một chi bướm đêm thuộc họ Crambidae.